# Diaclinella cavita
Diaclinella cavita är en tvåvingeart som först beskrevs av Charles Thomas Brues 1944.  Diaclinella cavita ingår i släktet Diaclinella och familjen puckelflugor.
Artens utbredningsområde är Kuba. Inga underarter finns listade i Catalogue of Life.